# Copa Construmart 2013
La Copa Construmart 2013 fue una serie de partidos amistosos en que participaron cuatro equipos de Chile: Colo-Colo, Everton de Viña del Mar, Unión La Calera y Ñublense.

## Fechas y horarios
Todos los partidos se jugaron a las 22:00 hrs (hora chilena) y fueron tranmitidos por Mega.
| Partido                     | Marcador  | Fecha | hora  | TV   |
| --------------------------- | --------- | ----- | ----- | ---- |
| Everton - Colo-Colo         | 0:2 (0:0) | 10/01 | 22:00 | Mega |
| Unión La Calera - Colo-Colo | 2:2 (0:0) | 14/01 | 22:00 | Mega |
| Ñublense - Colo-Colo        | 2:1 (1:1) | 18/01 | 22:00 | Mega |

## Estadios
- Estos son los estadios donde se jugaran los cotejos de la Copa Construmart 2013.
  - Estadio Sausalito
  - Estadio Municipal de Quillota
  - Estadio Bicentenario Municipal Nelson Oyarzun

## Resultados

### Everton vs Colo-Colo
| 1º Partido; 10 de enero de 2013 | Everton | 0:2 (0:0) | Colo-Colo                      | Estadio Sausalito, Viña del Mar                          |                                                          |
| 22:00 (CLST)                    |         | Reporte   | Flores 58' · Fierro 82' (pen.) | Asistencia: 10 000 espectadores Árbitro(s): Jorge Osorio | Asistencia: 10 000 espectadores Árbitro(s): Jorge Osorio |

### Unión La Calera vs Colo-Colo
| 2º Partido; 14 de enero de 2013 | Unión La Calera                      | 2:2 (2:0) (3:5 p.)         | Colo-Colo                                         | Estadio Lucio Fariña, Quillota |                            |
| 22:00 (CLST)                    | Benegas 13' 28'                      | Reporte                    | Gutiérrez 80' · Fierro 83' (pen.)                 | Árbitro(s): Eduardo Gamboa     | Árbitro(s): Eduardo Gamboa |
|                                 |                                      | Tiros desde el punto penal |                                                   |                                |                            |
|                                 | Berríos · Benegas · Lazcano · Bajter |                            | Fierro · Vecchio · Flores · Gutiérrez · Domínguez |                                |                            |

### Ñublense vs Colo-Colo
| 3º Partido; 18 de enero de 2013 | Ñublense                  | 2:1 (1:1) | Colo-Colo  | Estadio Nelson Oyarzún, Chillán |                            |
| 22:00 (CLST)                    | Riquero 12' · Lanzini 55' | Reporte   | Flores 41' | Árbitro(s): Patricio Polic      | Árbitro(s): Patricio Polic |

## Goleadores
| Jugador         | Equipo          | Goles |
| --------------- | --------------- | ----- |
| Leandro Benegas | Unión La Calera | 2     |
| Felipe Flores   | Colo-Colo       | 2     |
| Gonzalo Fierro  | Colo-Colo       | 2 (*) |

Nota(*) los 2 goles fueron por penal
- Datos: Q5656468